# 壱岐市立那賀小学校
壱岐市立那賀小学校（いきしりつ なかしょうがっこう, Iki City Naka Elementary School）は長崎県壱岐市芦辺町中野郷西触にある公立小学校。略称は「那賀小」（なかしょう）。

## 概要
歴史
1886年（明治19年）に開校した「諸吉学区公立中等中尾小学校」を前身とする。2011年（平成23年）に創立125年を迎えた。
校歌
作詞は喜々津健寿、作曲は山口憲明によるもの。歌詞は4番まであり、校名は歌詞に登場しない。
校区
校区は芦辺町中野郷（なかのごう）、芦辺町国分（こくぶ）、芦辺町住吉（すみよし）、芦辺町湯岳（ゆたけ）。
中学校区は壱岐市立芦辺中学校。

## 沿革
- 1886年（明治19年） - 「諸吉学区公立中等中尾[1]小学校」が開校。この年の間に「住吉学区尋常中尾小学校」に改称。
- 1887年（明治20年） - 「住吉学区簡易中尾中学校」に改称。諸吉小学校（現・壱岐市立田河小学校）の分校であった鬼川分校と湯岳分校を統合。
- 1890年（明治23年） - 「尋常中尾小学校」に改称。
- 1893年（明治26年） - 「那賀尋常小学校」に改称。
- 1900年（明治33年） - この年初めて、訓導（教諭）兼校長となる。（以前は首座であった。）
- 1901年（明治34年） - 授業料を廃止。
- 1903年（明治36年） - 中野郷西触深田に校舎を新築し、移転。
- 1908年（明治41年）4月 - 高等科を併置し、「那賀尋常高等小学校」と改称。
- 1909年（明治42年） - 学校医制度を創始。（校医嘱託の始まり）
- 1910年（明治43年） - 国府[3]高等小学校[4]跡に二教室を増築。

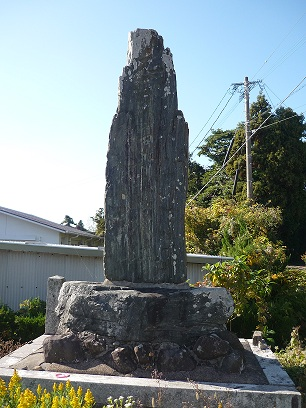
国府高等小学校跡記念碑

- 1913年（大正02年） - 農業補習学校を併置。
- 1921年（大正10年） - 農業補習学校を那賀農業補習学校に改称。
- 1931年（昭和06年） - 那賀農業補習学校を青年訓練所認定那賀実業補習学校に改称。
- 1935年（昭和10年） - 青年訓練所認定那賀実業補習学校を那賀青年学校に改称。
- 1941年（昭和16年）4月 - 国民学校令により「那賀村那賀国民学校」となる。
- 1943年（昭和18年） - 那賀青年学校を那賀高等実業青年学校に改称。
- 1947年（昭和22年）4月1日 - 学制改革（六・三制）により、「那賀村立那賀小学校」となる。那賀村立那賀中学校を併設。
- 1948年（昭和23年） - PTAが結成。
- 1954年（昭和29年） - 週2回のパン給食を開始。
- 1955年（昭和30年）4月 - 町村合併[5]により、「芦辺町立那賀小学校」と改称。
- 1956年（昭和31年） - 田河小学校PTA文化部事業として一日保育園を実施。
- 1957年（昭和32年）9月1日 - 那賀小学校講堂を利用した那賀幼児園を開始。週2回実施。
- 1958年（昭和33年） - 那賀幼児園の実施を週2回から週3回とし、小学校の1教室を使用。
- 1959年（昭和34年） - 学校給食C型を開始。
- 1960年（昭和35年） - 学校植林を実施。
- 1962年（昭和37年）
  - 5月1日 - 芦辺町立那賀幼稚園（現・壱岐市立那賀幼稚園）を設置。小学校の2教室を使用。
  - 12月31日 - 小学校のそばに園舎が完成し、那賀幼稚園が移転。
- 1963年（昭和38年） - 全教室にストーブを設置。岩石園が完成。
- 1964年（昭和42年） - 特殊学級（現・特別支援学級）を開設。
- 1969年（昭和44年） - 鉄筋2階建ての新校舎が完成。牛乳給食を開始。
- 1970年（昭和45年） - 学校園が完成。
- 1971年（昭和46年） - 運動場を拡張。
- 1973年（昭和48年） - 教育機器拡充を開始。
- 1977年（昭和52年） - へき地集会室（体育館）が完成。
- 2004年（平成16年）3月 - 市町村合併で壱岐市が誕生したことにより、「壱岐市立那賀小学校」（現在名）と改称。
- 2011年（平成23年）9月 - 壱岐市学校給食センターが勝本町亀石地区に完成したことにより、芦辺地区の各校独自調理方式から、センターからの配送方式に変更。

## アクセス
最寄りのバス停
- 壱岐交通[6]「那賀校前」バス停

## 周辺
- 壱岐市立那賀幼稚園
- 壱岐市立芦辺中学校（旧・壱岐市立那賀中学校跡地に芦辺中学校の新校舎が完成し移転した）
- 壱岐市役所那賀事務所
- 有限会社アグリランドいき事務所（旧JA壱岐市那賀支所）
- 壱岐市消防本部
- 旧芦辺町クリーンセンター[7]
- 壱岐警察署那賀警察官駐在所
- 壱岐国分郵便局
- 国片主[8]神社
- 国分寺跡[9]
- 国分寺[9]
- へそ石-壱岐の中心に立つ石。

## 関連
- 長崎県小学校一覧